# Podocarpus dispermus
Podocarpus dispermus é uma espécie de conífera da família Podocarpaceae.
Apenas pode ser encontrada na Austrália.